# Daniela Valentini
Daniela Valentini (Roma, 1º settembre 1948) è una politica italiana.

## Biografia

### Carriera politica

#### Elezione a senatore
Alle elezioni politiche del 2013 viene eletta al Senato della Repubblica, nella regione Lazio, nelle liste del Partito Democratico, per via della rinuncia di Ignazio Marino (che opta per il seggio in Piemonte).
È stata segretario del gruppo parlamentare del PD al Senato della Repubblica, sostituendo Roberta Pinotti.
Non è più ricandidata alle elezioni politiche del 2018, in quanto esclusa dalle liste del Partito Democratico.